# Rio Corneşti (Balciu)
O Rio Corneşti é um rio da Romênia, afluente do Balciu, localizado no distrito de Iaşi.